# Knyszyn (gemeente)
De gemeente Knyszyn is een stad- en landgemeente in het Poolse woiwodschap Podlachië, in powiat Moniecki.
De zetel van de gemeente is in Knyszyn.
Op 30 juni 2004 telde de gemeente 4965 inwoners.

## Oppervlakte gegevens
In 2002 bedroeg de totale oppervlakte van gemeente Knyszyn 127,68 km², waarvan:
- agrarisch gebied: 57%
- bossen: 32%

De gemeente beslaat 9,24% van de totale oppervlakte van de powiat.

## Demografie
Stand op 30 juni 2004:
| Omschrijving                   | Totaal | Totaal | Vrouwen | Vrouwen | Mannen | Mannen |
| ------------------------------ | ------ | ------ | ------- | ------- | ------ | ------ |
| eenheid                        | aantal | %      | aantal  | %       | aantal | %      |
| inwoners                       | 4965   | 100    | 2491    | 50,2    | 2474   | 49,8   |
| bevolkingsdichtheid (inw./km²) | 38,9   | 38,9   | 19,5    | 19,5    | 19,4   | 19,4   |

In 2002 bedroeg het gemiddelde inkomen per inwoner 1509,87 zł.

## Administratieve plaatsen (sołectwo)
Chobotki, Czechowizna, Grądy, Guzy, Jaskra, Kalinówka Kościelna, Lewonie, Nowiny Kasjerskie, Nowiny-Zdroje, Ogrodniki, Poniklica, Wodziłówka, Wojtówce, Zofiówka.

## Overige plaatsen
Knyszyn-Cisówka, Knyszyn-Zamek, Prostki, Stoczek.

## Aangrenzende gemeenten
Czarna Białostocka, Dobrzyniewo Duże, Jasionówka, Krypno, Mońki